# Dioniso del Tíber
El Dioniso del Tíber es una estatua en bronce que representa al dios griego del vino, Dioniso. Esta estatua mide 150 cm de altura, y sus rasgos nos relatan un gran parecido a las obras de Praxíteles y a los artistas más reconocidos de la época de Antonino y Adriano.
Fue descubierto en 1885 mientras se realizaba un dragado del Tíber para la construcción del Ponte Garibaldi . dedicado a Giuseppe Garibaldi, considerado el padre de la Unificación Italiana, y diseñado por el arquitecto Angelo Vescovali. El Apolo del Tíber se descubriría pronto en las cercanías durante un dragado posterior en 1891.

Restaurado entre 1984 y 1985, tras la eliminación de los acabados de estuco realizados poco después del descubrimiento alrededor de sus piernas, se exhibe actualmente en el Museo Nacional Romano del Palazzo Massimo, con el número de inventario 1060.

## Historia
La composición hace referencia a un modelo famoso, el llamado tipo Woburn Abbey, creado a mediados del siglo IV a. C., del que se conocen más de veinte copias y variantes. Este es el primer tipo de estatua que representa al dios desnudo y joven, y tuvo gran éxito en las épocas helenística y romana. La posición del brazo izquierdo, sin embargo, difiere de la que se ve en los ejemplos de la Gliptoteca Ny Carlsberg de Copenhague y en la estatua de los Horti Lamiani de los Musei Capitolini. P. Zanker sostiene que la composición de la estatua del Tíber se deriva del llamado “Atleta Stéfano”, una creación romana clasicista del siglo I a. C., modificada con la adición del peinado largo y ondulado. Esto hace de la pieza una creación ecléctica de la época imperial e indicativa del gusto clásico de esa época. Las pupilas incisas y el notable grosor del párpado superior sugieren una fecha en el período Adriano o Antonino.

## Descripción
La estatua representa a Dioniso desnudo, de tipo juvenil, apoyado sobre la pierna derecha, estando la izquierda marcadamente flexionada. y apoyado sobre el antepié, y el brazo izquierdo sujetando un tyrsos, atributo tradicional del dios.